# Shanyangosaurus
Shanyangosaurus niupanggouensis
Genre
Espèce
Shanyangosaurus est un genre de dinosaures théropodes du Crétacé supérieur retrouvé au Shaanxi, en Chine. L'espèce-type, et unique espèce du genre, Shanyangosaurus niupanggouensis, a été nommée et décrite par Zhang Xue et al. en 1996.
Holtz et al. ont classé Shanyangosaurus chez les Avetheropoda.